# Dichromia rationalis
Dichromia rationalis là một loài bướm đêm trong họ Erebidae.